# 牛沢町 (太田市)
牛沢町（うしざわちょう）は、群馬県太田市にある地名（町丁）。郵便番号は373-0833。

## 概要
沢野地区にある町丁。

## 地理
西から東にかけて石田川が流れている。
南部は埼玉県に接している。

### 近隣町丁
- 富沢町
- 細谷町
- 米沢町
- 備前島町
- 高林西町
- 高林北町

## 世帯数と人口
2022年（令和4年）3月31日現在の世帯数と人口は以下の通りである。
| 町丁   | 世帯数   | 人口   |
| ------ | -------- | ------ |
| 牛沢町 | 1074世帯 | 2574人 |

## 小・中学校の学区
市立小・中学校に通う場合、学区は以下の通りとなる。
| 番地 | 小学校                 | 中学校           |
| ---- | ---------------------- | ---------------- |
| 全域 | 太田市立沢野中央小学校 | 太田市立南中学校 |

## 交通

### 鉄道
町内に鉄道は通っていない。

### 道路
- 埼玉県道・群馬県道301号妻沼小島太田線
- 群馬県道142号綿貫篠塚線

## 施設
- 朝子塚古墳
- 牛沢こども園